# Djadochtaformatie

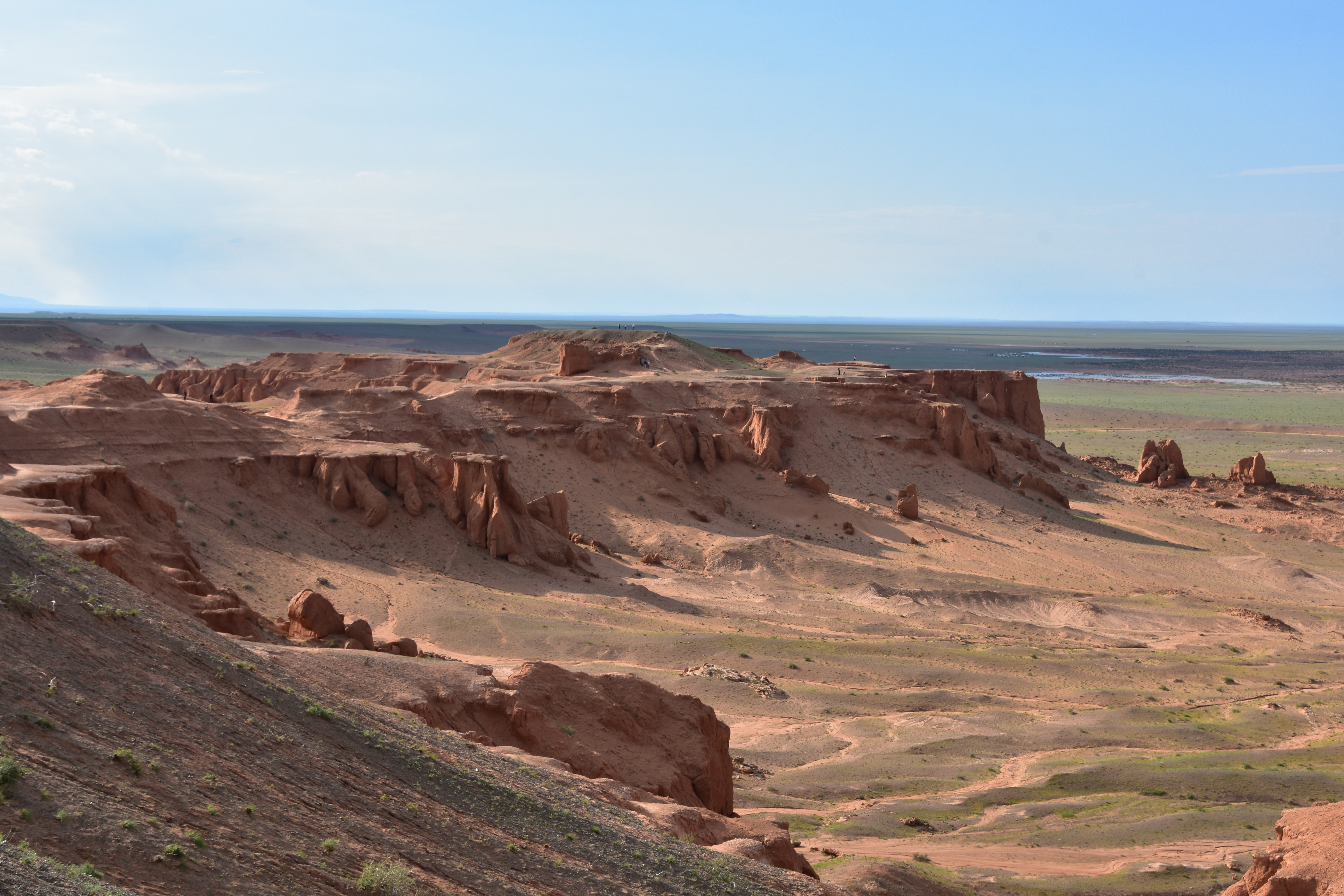
Bajanzag

De vlammende of rode kliffen

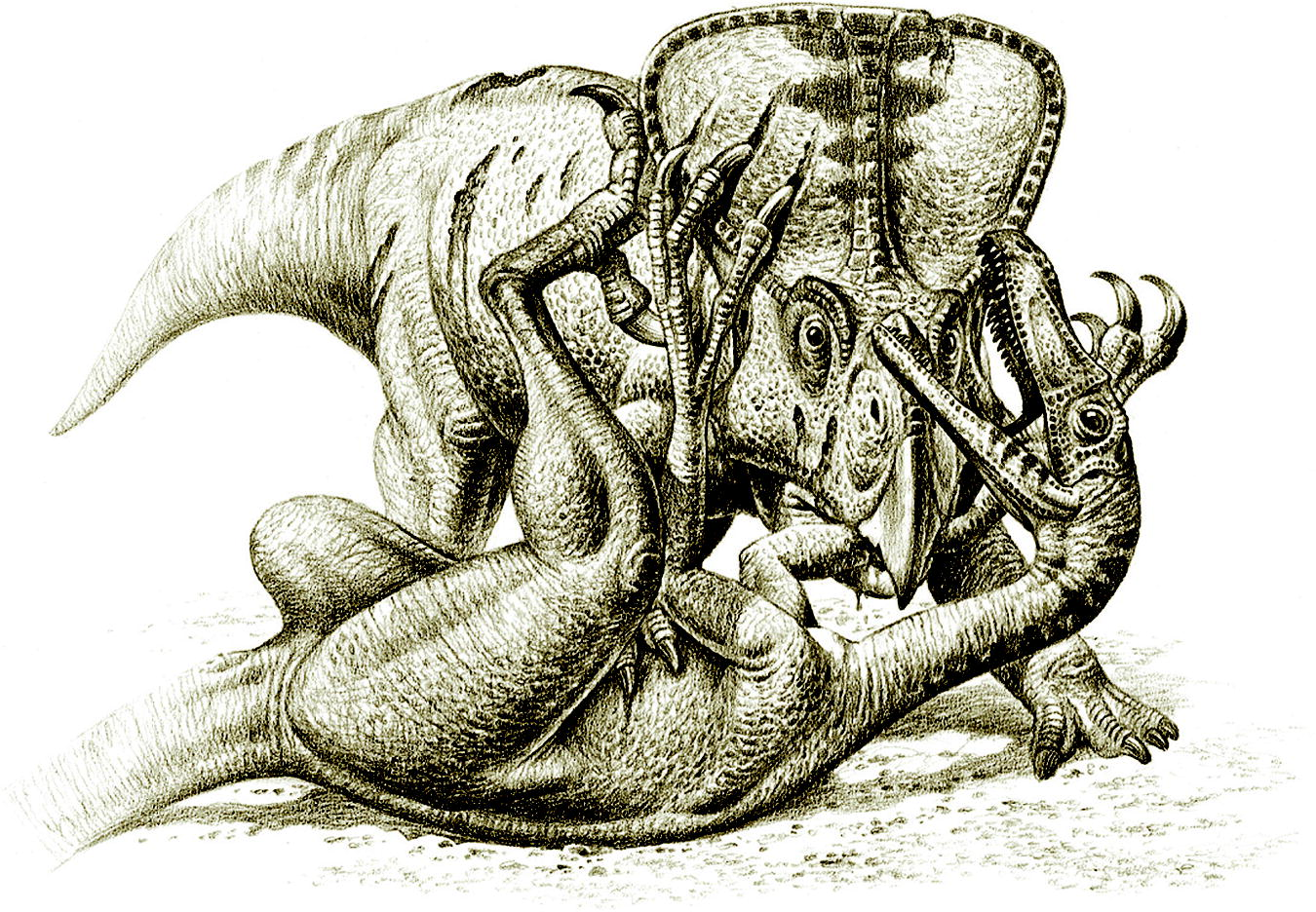
Velociraptor in gevecht met Protoceratops

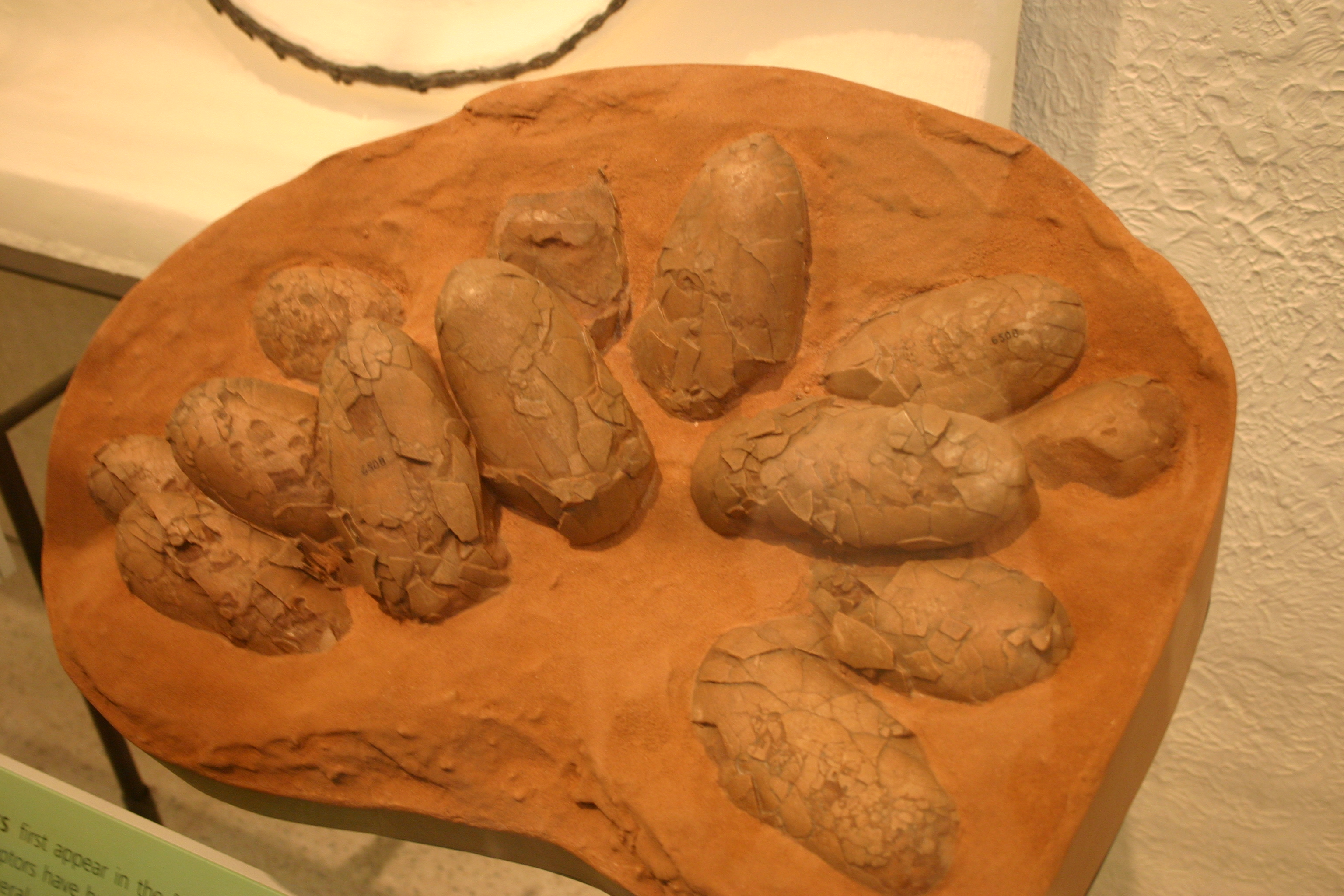
Fossiele eieren van Oviraptor in de collectie van het AMNH

De Djadochtaformatie is een geologische formatie in de Gobiwoestijn van Mongolië.
De Djadochtaformatie stamt uit het late Krijt, meer bepaald uit het late Santonien tot het vroege Campanien, 71 tot 75 miljoen jaar oud. De formatie is gelegen in een dorre omgeving van zandduinen zonder water op enkele oases en arroyos na waar veel Haloxylon-struiken groeien. De Djadochtaformatie is vooral bekend door fossielen, onder meer van dinosauriërs en hun eieren. 

## Bajanzag
De Bajanzag of Flaming Cliffs, ook Oelaan-Ereg of "rode kliffen" genoemd, zijn de typelocatie van de Djadochtaformatie. De bekendste fossiele vondsten op deze locatie werden gedaan tijdens de Centraal-Aziatische Expedities van het American Museum of Natural History in de jaren twintig van de twintigste eeuw. Een team onder leiding van Roy Chapman Andrews en met Walter Willis Granger als hoofdpaleontoloog werden in 1922-1923 en in 1925 opgravingen gedaan in de Djadochtaformatie. Tot de vondsten behoorden de eerste dinosauriëreieren, complete skeletten van Protoceratops, en fossielen van de saurischiërs Velociraptor, Saurornithoides, Oviraptor en zoogdieren zoals Deltatheridium, Djadochtatherium en Zalambdalestes. De fossielen werden deels in New York door Henry Fairfield Osborn, directeur van het museum, beschreven. Vermoedelijk het bekendste fossiel uit Bajanzag is AMNH 6517, het holotype van Oviraptor dat bestaat uit een skelet boven op een nest met eieren. Aanvankelijk nam men aan dat deze dinosauriër gefossiliseerd was op het moment dat het een nest van Protoceratops wilde leeg te roven en kreeg het de naam "eierdief". In de jaren negentig bleek echter dat eieren van Oviraptor zelf waren.

### Fossielenbestand
De volgende reptielen en zoogdieren behoren tot de fauna van Bajanzag:
- Zoogdieren:
  - Multituberculata: Bulganbaatar, Catopsbaatar, Djadochtatherium, Kamptobaatar, Kryptobaatar, Sloanbaatar
  - Theria incertae sedis: Hyotheridium
  - Deltatheridiidae: Deltatheridium, Deltatheroides
  - Asioryctitheria: Kennalestes
  - Zalambdalestidae: Zalambdalestes

- Dinosauriërs:
  - Dromaeosauridae: Velociraptor
  - Troodontidae: Saurornithoides
  - Oviraptoridae: Oviraptor
  - Avialae: Mononykinae indet.
  - Ankylosauridae: Pinacosaurus
  - Protoceratopidae: Bainoceratops, Protoceratops

- Overige reptielen:
  - Krokodilachtigen: Gobiosuchus, Shamosuchus
  - Iguania: Isodontosaurus, Mimeosaurus, Priscagama
  - Scincomorpha incertae sedis: Conicodontosaurus, Globaura, Slavoia
  - Teiidae: Adamisaurus, Macrocephalosaurus
  - Anguimorpha: Bainguis, Carusia, Estasia, Telmasaurus
  - Gekkota: Gobekko

## Tugriken
Na de Tweede Wereldoorlog kwam Mongolië binnen de invloedssfeer van de Sovjet-Unie en konden westerse onderzoekteams er tientallen jaren moeilijk werken, waardoor wetenschappers uit Rusland en Polen de bestudering van de Djadochtaformatie overnamen. Zo deed in 1971 een Pools-Mongools paleontologisch team onderzoek op de Tugriken-locatie van de Djadochtaformatie. Het bekendste fossiel dat tijdens deze expeditie werd gevonden is dat van de "vechtende dinosauriërs", dat bestaat uit skeletten van Velociraptor en Protoceratops die al vechtend door zand bedolven en gefossiliseerd zijn. Dit fossiel geldt als een nationale schat van Mongolië.

## Uchaa Tolgod
Na het uiteenvallen van de Sovjet-Unie werd het American Museum of Natural History in de jaren negentig uitgenodigd voor een nieuwe expeditie door de Mongoolse Academie voor Wetenschappen. Er werd nu gezocht naar fossielen bij Uchaa Tolgod en dit bleek een zeer rijke vindplaats van fossielen van dinosauriërs en zoogdieren, veelal in goede staat. Er werden onder meer fossielen van nestelende dinosauriërs gevonden en nieuwe vormen zoals Citipati en Shuvuuia werden beschreven. Schedels van zoogdieren leverden onder meer nieuwe informatie op over de indeling van de Theria.

## Correlatie met andere formaties
De fauna van de Djadochtaformatie lijkt sterk op die van de nabijgelegen Bayan Mandahuformatie. De twee formaties delen veel geslachten, maar wijken af in de exacte soorten. Vermoedelijk zijn de dinosauriërs en zoogdieren van de Djadochtaformatie iets ouder - mogelijk een miljoen jaar - en iets minder ontwikkeld dan hun verwanten van de Bayan Mandahuformatie.